# Cylindrothecium macropodum
Cylindrothecium macropodum là một loài Rêu trong họ Entodontaceae. Loài này được (Hedw.) Sull. mô tả khoa học đầu tiên năm 1861.